# Crenidorsum russellae
Crenidorsum russellae là một loài côn trùng cánh nửa trong họ Aleyrodidae, phân họ Aleyrodinae.
Crenidorsum russellae được miêu tả khoa học đầu tiên bởi P.M.M David & B.V. David năm 2000.